# Festivalul Trofeul Tinereții
Trofeul Tinereții de la Amara este un festival de muzică ușoară românească, ce are loc anual începând cu anul 1968, considerat al doilea ca importanță după cel de la Mamaia. El durează de obicei două zile și are loc în localitatea Amara din județul Ialomița.